# 大河路街道
大河路街道，是中华人民共和国河南省郑州市惠济区下辖的一个乡镇级行政单位。

## 行政区划
大河路街道下辖以下地区：
保合寨村、牛庄村、铁炉寨村、惠济桥村、新庄村、岗李村和前刘村。